# Liste der am Bandprojekt Wilde Flamme beteiligten Musiker
Die Liste der am Bandprojekt Wilde Flamme beteiligten Musiker listet die Mitwirkenden des Benefizprojektes Wilde Flamme auf. Das Projekt hat seit ihrer ersten Single 2012 in wechselnder Besetzung insgesamt fünf Benefiz-Singles eingespielt.

## 1000 Meilen, 1000 Worte (2012)
| Gesang - Philipp Burger (Frei.Wild) - Norbert Rier (Kastelruther Spatzen) - Delroy Rennalls (Mr. President) - Alex Wesselsky (Eisbrecher) - „Nord“ (Hämatom) - Neo Scope (Down Below) - Pat Prziwara (Fiddler’s Green) - Stefano Fiori (Graveworm) - Christian Dejaco (4 Twenty) - Taelly Gardner | Musiker - Matt „Gonzo“ Roehr (Böhse Onkelz) – Gitarre - Jörg „Warthy“ Wartmann – Gitarre - Jonas Notdurfter (Frei.Wild) – Gitarre - Andreas „Slapper“ Koch – Bass - Christian Forer (Frei.Wild) – Schlagzeug - Kurt Oberhollenzer – Schlagzeug - Michael Ehré (Gamma Ray) – Schlagzeug - Marco Facchin – Keyboard - Mr. Mahony (Down Below) | Produktion - Philipp Burger – Aufnahme, Produktion, Musik, Text - Alexander Lysjakow – Aufnahme, Produktion - Matt „Gonzo“ Roehr – Aufnahme, Produktion - Sascha „Busy“ Bühren – Toningenieur - Holger Fichtner – Artwork - 3HE Studios – Videoproduktion |

## Geschichten bleiben Geschichten (2013)
| Gesang - Philipp Burger (Frei.Wild) - Martin Kesici - Joachim „Joggl“" Bergmeister (Unantastbar) - Norbert Rier (Kastelruther Spatzen) - Andi Jaiter - Georg Kirchler (Bad Jokers) - Neo Scope (Down Below) - „Nord“ (Hämatom) - Stefan Putnik (Wiens No.1) - Taelly „Killa“ Gardner | Musiker - Matt „Gonzo“ Roehr (Böhse Onkelz) – Gitarre - Jörg „Warthy“ Wartmann – Gitarre - Jonas Notdurfter (Frei.Wild) – Gitarre - Jochen „Zegga“ Gargitter – Bass - Alex „Convex“ Lysjakow – Bass - Christian Forer (Frei.Wild) – Schlagzeug - Kurt Oberhollenzer – Schlagzeug - Marco Facchin – Keyboard - Ferdy Doernberg (Axel Rudi Pell) – Akkordeon | Produktion - Philipp Burger – Aufnahme, Produktion, Musik, Text - Alexander Lysjakow – Aufnahme, Produktion - Matt „Gonzo“ Roehr – Aufnahme, Produktion - Holger Fichtner – Artwork |

## Durch alle Gezeiten (2014)
Die Mitglieder des Chores wurden durch einen Wettbewerb festgelegt.
| Gesang - Philipp Burger (Frei.Wild) - Steffen Kiederer (King Kongs Deoroller) - Freddy Pfister - Andreas Pramsohler (Männer der Berge) - Stefan Putnik (Wiens No.1) - Frank Graffsted (Justice) - Nord (Hämatom) - Joachim „Joggl“" Bergmeister (Unantastbar) - Georg Kirchler (Bad Jokers) - Andi Jaiter (Ex-Volxrock) - Chor: Andre Donay, Adrian Matjasic, Julia Scheinert, Magdalena Gasiorowicz, Marcus Hammer (Enorm), Marvin Glosse (Disput), Michael Prediger, Pascal Hobiger, Timon Ufermann, Tobias Rau, Kevin Roemer | Musiker - Jörg „Warthy“ Wartmann – Gitarre - Chris Kaufmann (Männer der Berge) – Gitarre - Jonas Notdurfter (Frei.Wild) – Gitarre - Phillipp Burger – Gitarre - Alex „Convex“ Lysjakow – Bass - Jochen „Zegga“ Gargritter – Bass - Christian Forer (Frei.Wild) – Schlagzeug - Kurt Oberhollenzer (Männer der Berge) – Schlagzeug - Marco Facchin – Keyboard - Freddy Pfister – Steirische Harmonika | Produktion - Philipp Burger – Aufnahme, Produktion, Musik, Text - Alexander Lysjakow – Aufnahme, Produktion - Jörg „Warthy“ Wartmann – Aufnahme, Produktion - Kurt Oberhollenzer – Aufnahme, Produktion - Studio: Rookies&Kings Studios Brixen & Dessau - Video-Produktion: 3HE Studios - Artwork: Holger Fichtner |

## Die Zeit kommt allein und nicht zu zweit (2016)
| Gesang - Philipp Burger (Frei.Wild) - Frank Graffstedt (Justice) - Georg Kirchler (Bad Jokers) - Joachim „Joggl“ Bergmeister (Unantastbar) - Martin Gschliesser - Martin Kesici - Neo Scope (Down Below) - Nord (Hämatom) - Stefan Putnik (Wiens No.1) - Thomas Prader - Jason (Vollbluet) | Musiker - Jörg „Warthy“ Wartmann – Gitarre - Chris Kaufmann (Männer der Berge) – Gitarre - Jonas Notdurfter (Frei.Wild) – Gitarre - Alex „Convex“ Lysjakow – Bass - Jochen „Zegga“ Gargritter (Frei.Wild) – Bass - Christian Forer (Frei.Wild) – Schlagzeug - Kurt Oberhollenzer (Männer der Berge) – Schlagzeug - Markus Mayr – Schlagzeug - Marco Facchin – Keyboard - Jason (Vollbluet) – Akkordeon | Produktion - Philipp Burger – Aufnahme, Produktion, Musik, Text - Alexander Lysjakow – Aufnahme, Produktion - Jörg „Warthy“ Wartmann – Aufnahme, Produktion - Kurt Oberhollenzer – Aufnahme, Produktion - Studio: Rookies&Kings Studios Brixen & Dessau - Video-Produktion: 3HE Studios - Artwork: Holger Fichtner |

## Engel, Retter und Helden (2020)
| Gesang - Stefan Putnik (Wiens No.1) - André Donay (Artefuckt) - Ruwen Herko (Eizbrand) - Aaron Puntajer (Stunde Null) - Moritz Homrighausen (Ampex) - Matthias Bonnefeld (Rockwasser) - Jörg Woltering (Rockwasser) - Joachim „Joggl“ Bergmeister (Unantastbar) - Julian Stahnke (Local Bastards) - Georg Kirchler (Bad Jokers) - Martin Kaun (GrenzenLos) - Flo Rittweger (Viva) - Steffen „Kiedi“ Kiederer (King Kongs Deoroller) - Pascal „Bocki“ Bock (Goitzsche Front) - Max Enöckl (Hangar X) - Philipp Burger (Frei.Wild) - Martino Senzao - Christopher Räuchle (Schlussakkord) | Musiker - Krunoslav Barta (Wiens No.1) – Gitarre - Sven Goldschmidt (Artefuckt) – Gitarre - Marcel Wittnebel (Eizbrand) – Gitarre - Dennis Schiefner (Eizbrand) – Gitarre - Jonas Rabensteiner (Stunde Null) – Gitarre - Markus Aichner (Stunde Null) – Gitarre - Felix Kuhn (Ampex) – Gitarre - Jörg Woltering (Rockwasser) – Gitarre - Christian Heiss (Unantastbar) – Gitarre - Thomas Conrater (Unantastbar) – Gitarre - Ronny Pöhner (Local Bastards) – Gitarre - Markus Seeber (Bad Jokers) – Gitarre - Marco Oppeld (GrenzenLos) – Gitarre - Ändi Defet (Viva) – Gitarre - Sascha Körner (King Kongs Deoroller) – Gitarre - Maxi Beuster (Goitzsche Front) – Gitarre - Rene Bugelmüller (Hangar X) – Gitarre - Jonas Notdurfter (Frei.Wild) – Gitarre - Andreas Märtin (Schlussakkord) – Gitarre - Rico Jakob (Schlussakkord) – Gitarre - Jörg „Warthy“ Wartmann – Gitarre - Gerwin Heller (Wiens No.1) – Bass - Kevin Ricken (Artefuckt) – Bass - Marco Braucks (Eizbrand) – Bass - Michael Schweigkofler (Stunde Null) – Bass - Siggi Zellner (Ampex) – Bass - Michael Bonnefeld (Rockwasser) – Bass - Mathias Speranza (Unantastbar) – Bass - Michael Herbst (Local Bastards) – Bass - Daniel Obgriesser (Bad Jokers) – Bass - Martin Thannheimer (GrenzenLos) – Bass - Horst „Horschti“ Diezinger (Viva) – Bass - Christian Kunstmann (King Kongs Deoroller) – Bass - Christian Schulze (Goitzsche Front) – Bass - Matthias Blach (Hangar X) – Bass - Jochen Gargitter (Frei.Wild) – Bass - Sebastian „Sepp“ Adam (Schlussakkord) – Bass - Kurt Oberhollenzer (Männer der Berge) – Schlagzeug - Michael Osabal (Wiens No.1) – Schlagzeug - Uli Cichy (Artefuckt) – Schlagzeug - Sascha Vidahl (Eizbrand) – Schlagzeug - Stefan Gantioler (Stunde Null) – Schlagzeug - Dominik Strackbein (Ampex) – Schlagzeug - Alexander Völker (Rockwasser) – Schlagzeug - Florian Wieser (Unantastbar) – Schlagzeug - Tobias Eifert (Local Bastards) – Schlagzeug - Joachim Oswald (GrenzenLos) – Schlagzeug - Ingo Zeiler (Viva) – Schlagzeug - Michael Jonak (King Kongs Deoroller) – Schlagzeug - Tom Neubauer (Goitzsche Front) – Schlagzeug - Wolfgang Innerhaider (Hangar X) – Schlagzeug - Christian Forer (Frei.Wild) – Schlagzeug - Denny Meister (Schlussakkord) – Schlagzeug - Marco Facchin – Keyboard | Produktion - Philipp Burger – Aufnahme, Produktion, Musik, Text - Alexander Lysjakow – Aufnahme, Produktion - Jörg „Warthy“ Wartmann – Aufnahme, Produktion - Studio: Rookies&Kings Studios Brixen & Dessau - Video-Produktion: Alexander Wörl - Artwork: Holger Fichtner |